# Tuchsové

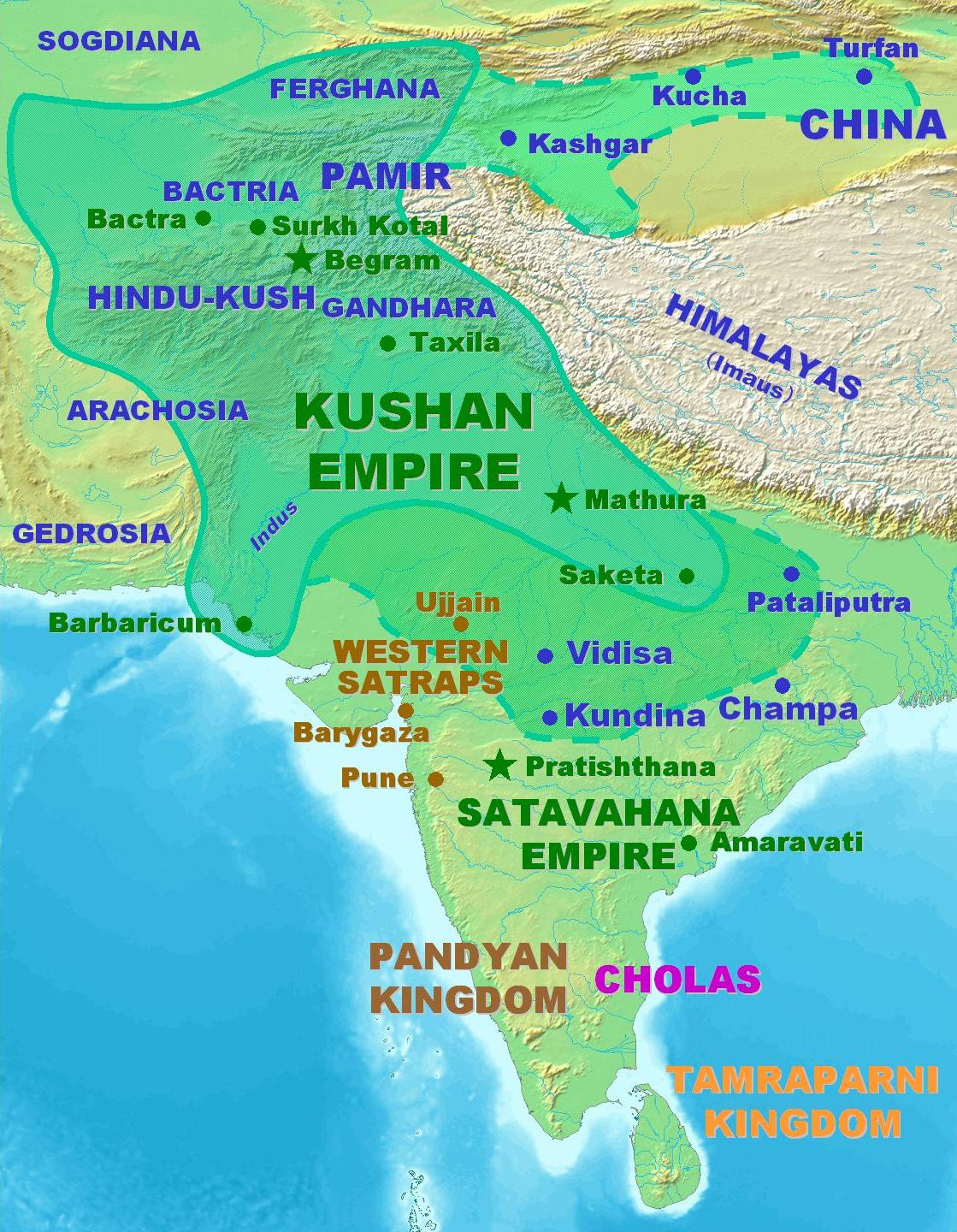
Mapa s názornou ukázkou dosahu Kušánské dominance v Tarimské pánve (města Turpan a Kuča) podle záznamu Rabatak (vyznačená slabozeleně).

Tuchsové nebo Tuhsové, (turecky Toxsı, ázerbájdžánsky Tuchsı, čínsky 突世 pchin-jinem tuši, obvyklou fonetikou: Tuhši) byl středověký název jednoho z deseti předních turkických kmenů. Původ Tuchsů se vysvětluje tím, že byly Turpanskou větví Tocharů. Tocharové žili v oblasti Tarimské pánve už asi od roku 1800 př. n. l. až do 2. století př. n. l., kdy je odtud z velké části vyhnali Asijští Hunové (Siung-nuové).
Turpanští Tocharové vznikli z potomků Orchonských Turků a Jüe-č’ů. Chráněni pouští Taklamakan před stepními kočovníky, základy tocharské kultury přežily až do příchodu Wej-chejských (Orchon Uj-gur) přistěhovalců, kteří sem migrovali po kolapsu svého království (683) u řeky Orchon. Nejpravděpodobnějším osudem Tocharů bylo, že byli asimilováni Ujgury, a mísili se do té doby, dokud většina současných Ujgurů v Tocharské zemi nedosáhla kavkazských rysů a také vzhledu.

## Tuchsové v záznamech
Etnicita Túránie se skládala ze symbiotického spojení populace baktrijských a indických osadníků s turkickými kočovníky, později v „Avestě“ nazývaných „Sairima“, „Saint“ a „Tachi“. Tachaeové, známí jako (Tachae, Tocharové, Tuchsové) jsou uváděni v „Dějinách“ od Hérodota (484 př. n. l.–425 př. n. l.), 5. až 7. století před jejich objevením se v Avestě.
Zdroj „Mahábhárata“, uvádí Tochary (Tušar, Tuchar nebo Tochar) jako kmen Mlekča (Mleccha). „Atharvavéda-Parišišta“ spojuje Tochary se Šaky (Skýty), Indo-Řeky (Jon, Javan), a Baktrijci (Bahlik).
Gnaeus Pompeius Trogus (1. století př. n. l.) ve svém „Prologu“ v „Historiae Philippicae“ poznamenává, že Azové jsou vládcové Tocharů, i když tento text je někdy překládán jako "Asijští králové Tocharů". Jejich jméno Tochar pochází pravděpodobně z turkického „Tauar“, jež nese význam „Horal“. „Tau“ - „hora“ a „ar“ - „muž“, „lid“, „kmen“ doslovně znamená „Tauar“ - „Horský lid“.
Tocharové se v Alanské konfederaci stali známými ze Strabónova (Στράβων; 64/63 př. n. l. - 24) díla „Geografica“ (dokončil je v roce 23), jako dynastický rod Azů a spolu s kmeny Subarů, Suvaro-bulharskou konfederací a Severů dobyli Baktrii.

Podle čínských zdrojů byly Tocharové často identifikováni jako potomci, nebo alespoň blízko pokrevní a úzce souvisící s Jüe-č’i, a později, jako jejich předchůdci, pravděpodobně souviseli s Kušánskými národy. Některé záznamy je popisují jako „lid s rudými vlasy a modrýma očima“.
Na základě Turkického odkazu na Tochary v tvaru twqry - tukry, byly tocharské jazyky spojované s vládnoucí třídou Kušánů. Ale přesný vztah mezi mluvčími těchto jazyků je nejistý a někteří lingvisté považují pojmenování „tocharské jazyky“ za nesprávné. Prof. Aurel Stein tvrdí, že Tocharové (Tocharoi, Tokarai) byli větví Jüe-č’ů. P.C. Bagchi si myslí, že Jüe-č’ové, Tocharové a Tušarové byli identičtí.
V díle z 11. století, pod názvem „Divân-ı Lügati't-Türk“ (persky ديوان لغات الترك), Mahmúd Kašgarský zmiňuje kmeny žijící podél řeky Ili, jako jsou Jagmur-kar (Jaowu-ke), Tuchsı a Čugaj (Čjisy, Popou):

| „                                              | Jagmurkar, Tuchsı, Kypčak, Jabaku, Tatar, Kajı, Čumul a Oguz v souladu jednoho s druhým, slovo „kaijn-agažy“ někteří řeknou „kadıng-agažy“, a jiný „kajıng-agažy“. ... tato země (nahiyati-st bisyar-ni'mattar) je hezčí nežli domovina Čugajů. Jejich bohatstvím jsou ovce, kozy a z nich vyrobené kožešiny. Tuchsové žijí kočovným životem ve stanech, mají letní a zimní pastviny. Lazina (Az'ové?) a F.rachija (Tochar'ové?) jsou dvě plemena Tuchsů, které každé mají malé území se dvěma vesnicemi. Sujáb a Biglilig, jsou velké vesnice, hakanové (králové) jméno je „Inal Beg-tegin“. V Urkatu, v městě mezi dvěma vesnicemi Tuchsů žije jen velmi málo lidí, ale město je krásné a domácí jsou bohatí. | “ |
| — Mahmud al-Kāshgharī, „Divân-ı Lügati't-Türk“ | |   |

Arabský geograf Al-Marvazí v 12. století pozoruje v sestavě Karluků „devět kmenů“. Součástí karlucké konfederace byly kočovné a polokočovné kmeny Žety-su a jižního Kazachstánu: tři skupiny Čugajů: Čigilové, Barschanové a Chaladžové, tři skupiny Bulaků (Üč-Karlukové): Bulakové → (Karabölükové, Alkabölükové), Kök-erkinové a Čarukové  a ještě Az-kiši a Tuchsové a zbytky Türgešů. Dále uvádí, že jednou se spojili s Oguzy, kteří žili na jejich západních hranicích.

## Historický vývoj

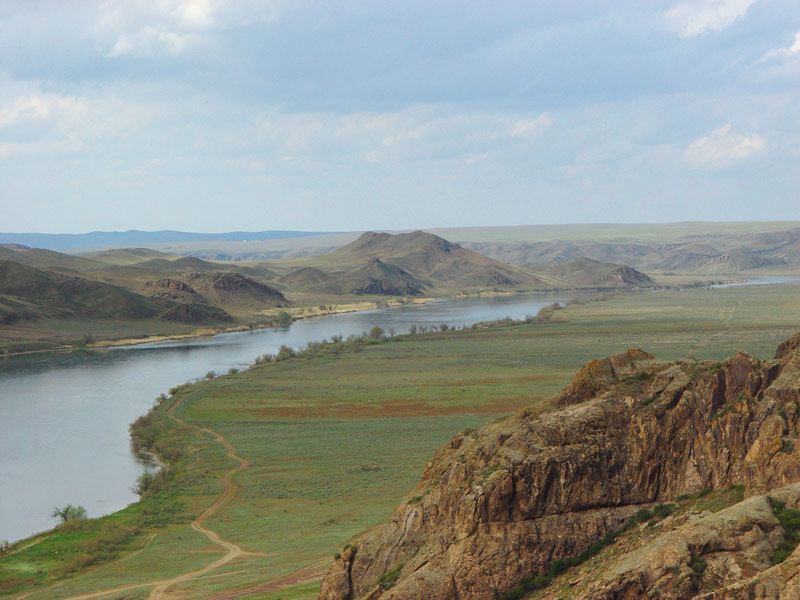
Region dolního toku Ili, jako dávná sídliště Tuchsů, Jagmaů a Čigilů

Proces turkické asimilace, byl paralelní s početnými jinými civilizacemi, včetně Médského, Parthského, Tocharského, Kušánského, Bulharského, Tabgačského a také Kipčackého etnika.
Vymřelé tocharské jazyky patří do skupiny indoevropských jazyků a mluvili jimi Tocharové v druhé polovině prvního tisíciletí. Jazykovědci je diferencovali na dvě varianty: na východotocharštinu, kterou mluvili Turpanští Tocharové s označením A (město Turfan), a západotocharštinu, kterou mluvili Kušánští Tocharové s označením B (město Kuča).
Zatímco tocharští mluvčí B byli více izolovaní od vnějších jazykových vlivů, začátkem 2. století př. n. l., Tocharští mluvčí A pravděpodobně přenesli svůj původní indoevropský jazyk do prototurkických jazyků (Ogurský → Lir nebo R a Oghuzský → Šahz nebo Turkic-i Kadim) přistěhovaleckým turkickým národům. Později se tocharští mluvčí skupiny B stali Kušány a možná také íránskými kmeny Heftalitů (420 - 552), zatímco kočovné turkické kmeny byly poraženy Sásánovci a Turkuty, kteří je tlačili přes Hindúkuš a hory Pákistánu do severozápadní Indie.
I když Jagmurkarové společně s Čugaji a Karluky byli začleněni do Turkuckých kaganátů (552 - 744) a byli nuceni snášet jejich nadvládu, půl století po zániku Západoturkuckého kaganátu se Tocharové čili Tuchsové stali jedním z kmenů Türgešů (699 - 766) obývajících Jeti-su (Sedmiříčí). Türgešové, poněkud zkreslený a možná trochu redukovaný tvar „Türk-kiši“, (tj. Turečtí-lidé) byli v čínských análech nazýváni, „Jüe-ži“ → Jüe-č’. Pozůstávali z několika menších a dvou větších kmenů jako: Tachsi (Tuchsové, Tocharové) a Asi (Azové, Aziáni), a byli stejně neoddělitelní jako Tocharové a Azové během územního zisku Baktrie v roce 150 př. n. l.
V roce 756 se tyto tři kmeny sloučily a vytvořením Karluckého jabguluku (756 - 840) převzaly vládu v Jeti-su jež trvala až do roku 940. Obyvatelstvo podmaněné Karluky nebylo etnicky jednotné, vedle íránojazyčných Sogdů zahrnovalo také obyvatele severoíránského původu, mezi nimi i imigranty ze zemí Blízkého východu, Mongolska atd. Toto společenství zahrnovalo i několik jiných, většinou polousedlých kmenů. Vedle kočovných tureckých kmenů žili v říši i Tuchsové. U nich ale dochází k postupné turkizaci. Kolem roku 800 se všichni tocharští mluvčí, kteří zde zůstali, přizpůsobili ujgurským kmenům, a indoevropský jazyk Tocharů byl nahrazen turkickým jazykem.
L. Potapov se v Altaji v současné době setkal s lidmi jako Dieti-As, tak Terc-As, Bailaga a opět Tachsi.

### Video
1. ↑  Tarim mummies: Uyghur folk song from Lopnur (Kroran)